# Музика (часопис)
Музика је био часопис за музичку културу, који је излазио у периоду од 1928. до 1929. године у Београду. Уредници су били др Милоје Милојевић, Коста П. Манојловић и Рикард Шварц. Часопис је штампала Штампарија Драг. Грегорић, која се налазила у улици Страхињића Бана број 93 у Београду, а уредништво и администрација часописа налазили су се у Немањиној улици број 24. Часопис је био веома едукативан и квалитетан, напрасно је престао да излази након трећег броја из 1929. године.